# 大量絶滅
大量絶滅（たいりょうぜつめつ）とは、ある時期に多種類の生物が同時に絶滅すること。大絶滅（だいぜつめつ）ともよばれる。

## 概要

絶滅種数の推移

大量絶滅は、地質時代において幾度か見られる現象である。そもそも地質時代の「代」や「紀」の区分は、化石として発見される動物相の相違によるものである。原生代、古生代、中生代、新生代の「代」の時代区分は、大量絶滅により従来の動物の多くが絶滅し、新たな動物が発生したことによる区分である。「紀」の時代区分は「代」との比較では動物相の相違は小さいが、大量絶滅による場合もある。
多細胞生物が現れたエディアカラン以降、オルドビス紀末（O-S境界）、デボン紀末（F-F境界）、ペルム紀末（P-T境界）、三畳紀末（T-J境界）、白亜紀末（K-Pg境界）の5度の大量絶滅（ビッグファイブとも呼ばれる）と、それよりは若干規模の小さい絶滅が数度あったとされる。大量絶滅の原因については、K-Pg境界のように隕石や彗星などとの天体衝突説が有力視されている事件や、P-T境界のように超大陸の形成と分裂に際する大規模な火山活動による環境変化（「プルームテクトニクス」も参照）が有力視されている事件など様々であり、その原因や原因についての仮説は一定しているわけではない。
大量絶滅の直後には、空席になったニッチ（生態的地位）を埋めるべく、生き延びた生物による急激な適応放散が起きる。例えば恐竜が絶滅したことにより、白亜紀以前には小型動物が中心であった哺乳類は、急速に多様化・大型化が進み、生態系の上位の存在として繁栄を享受することとなる。

## 冥王代 - 太古代
地球における生命の誕生が後期重爆撃期に先んじるとする説が正しいなら、後期重爆撃期が初期生物に大量絶滅を起こしたことは確実と見込まれる。

## 原生代
シアノバクテリア他の酸素発生型光合成細菌による大量の酸素供給が、在来偏性嫌気性原核生物の多くを大量絶滅させた。併せてもたらされた二酸化炭素、メタン等の温室効果ガスの減少で発生するようになった氷期・スノーボールアース（全球凍結）も大量絶滅を引き起こした。

## 原生代末
V-C境界と呼ばれ、最近の研究で大量絶滅があったことが判明しつつある。下に述べる古生代末の大量絶滅（P-T境界）と同じく、超大陸の形成と分裂が原因と推定されている事件。ゴンドワナと呼ばれている超大陸が形成・分裂した時期に相当する。超大陸の分裂に際してはスーパープルームが地上まで上昇してきて非常に大規模な火山活動が起こり、地球表面の環境が激変するため、大量絶滅が起こると考えられている。
原生代のエディアカラン紀にはエディアカラ生物群（エディアカラ動物群）が存在していた。この生物群はオーストラリアのエディアカラで多数の化石が発見されたことから命名された。生物体はすべて軟組織でできており、体表を保護する硬い骨格を有していなかった。エディアカラ生物群は約5億4500万年前のV-C境界を境にほとんど見つからなくなるが、以後、三葉虫のような硬骨格を有する生物が出現する。

## カンブリア紀末
古生代のカンブリア紀末（約4億8800万年前）に大量絶滅が発生し、三葉虫、腕足類、コノドントが激減した。また、カンブリア紀には約5億1700万年前および約5億200万年前にも大量絶滅がたて続けに起きている。

## オルドビス紀末
古生代のオルドビス紀末（約4億4400万年前）に大量絶滅が発生し、それまで繁栄していた三葉虫、腕足類、ウミリンゴ、サンゴ類、筆石、コノドントの大半が絶滅した。当時生息していたすべての生物種の85%が絶滅したと考えられている。
この時期、大陸は南極域にあり、短い期間であるが大陸氷河が発達した。絶滅は、氷床の発達に伴う海水準の低下時および氷河の消滅に伴う海水準の上昇時の2回確認されているが、海水準変動をもたらした環境の変化と大量絶滅との関係は不明である。
2005年、アメリカ航空宇宙局（NASA）とカンザス大学の研究者により、近く（6000光年以内）で起こった超新星爆発によるガンマ線バーストを地球が受けたことが大量絶滅の引き金となった、という説が出されている。
2017年、東北大学大学院などの研究チームは、火山噴火による地球寒冷化が原因とする仮説を発表した。
2020年、中国、アメリカ、オーストラリアの研究チームは、オルドビス紀末の大量絶滅が4億4310万年前から4億4290万年前までの20万年の間に発生したとの見解を発表した。これは雲南省永善県で発見されたオルドビス紀とシルル紀の地層が完全に連続している境界面を分析した成果による。
2024年　モナシュ大学のAndrew G. Tomkins、Erin L. Martin、Peter A. Cawoodの研究チームは約4億6600万年前の地球には環があったとする推定を発表し、それによる寒冷化の気候変動がオルドビス紀末の大量絶滅を引き起こした原因であるとの説を出した
。

## デボン紀後期
古生代デボン紀後期のフラスニアン期とファメニアン期の境に当たるF-F境界（約3億7400万年前）には、ダンクルオステウスなどの板皮類や甲冑魚をはじめとした多くの海生生物が絶滅している。すべての生物種の82%が絶滅したと考えられている。腕足類や魚類のデータから、高緯度より低緯度の、淡水域より海水域において絶滅率が高いことが判明している。
この時期の環境の変化として、寒冷化と海洋無酸素事変の発生が知られている。酸素および炭素同位体比のデータは、2度の寒冷化および有機物の堆積、大気中の二酸化炭素の減少を示しており、これは、海水準の上昇および大量絶滅と同時に起こっている。また、海水中のストロンチウム同位体比の変動は、大陸風化の増加（気温の上昇）を示している。ベルギーおよび中国南部のF/F境界層から、小天体衝突の証拠となるスフェルールが報告されているものの、大量絶滅との関連はわかっていない。

## ペルム紀末

顕生代における生物多様性（科レベル）の推移。横軸は年代を表し単位は百万年。灰色がセプコスキのデータ、緑色が"well-defined"データ、黄色の三角が5大絶滅事件（ビッグファイブ）。2億5100万年前に位置する谷間がP-T境界、右側6550万年前の谷が恐竜が絶滅したK-T境界。P-T境界の谷は他の4回より極端に深く、しかもそれからの回復速度が遅いことがわかり、多様な生物の破滅的終局が起こったことを示している。

古生代後期のペルム紀末、P-T境界（約2億5100万年前）に世界的な海退があり、地球史上最大の大量絶滅が起こった。
このとき絶滅した種の割合は、海洋生物の内の96%、全ての生物種の90%から95%に達すると言われる。既に絶滅に近い状態まで数を減らしていた三葉虫や方解石サンゴ、紡錘虫類などは絶滅し、それまで繁栄していた単弓類などが種や属のレベルではほとんどが絶滅して、大きく衰退した。軟体動物では、さまざまな二枚貝が死滅し、ゴニアタイトが絶滅するなどアンモナイト類を含む巻貝も大きな打撃を受け、腕足類もまたスピリファを除く全てが滅んだ。棘皮動物においても同様の傾向が見られ、海生生物の多様性は著しく損なわれた。
この大量絶滅は化石生物の変化から実証されているが、絶滅の原因にはいくつかの仮説がある。大量絶滅については、氷河作用、隕石の衝突、巨大大陸パンゲアの出現、海退、大陸棚の激減などさまざまな説明がなされるが、いずれも決定的な証拠を欠いている。寒冷化や一種の毒素の蔓延などを仮説として説明しようとする立場やこれら諸要因が複合したのではないかと見る立場もある。
原因はまだよく分かっていないが、大きくは、
1. 世界的な海岸線の後退により食物連鎖のバランスが崩れ、大量絶滅を引き起こしたという説。
2. 約3億年前、石炭紀の後期に二酸化炭素濃度が現代の程度まで低下した前後、寒冷化が起き[16]、古生代末には現在の南半球に相当するゴンドワナ地域に広い範囲に氷河が広がっていた。このことは氷成礫層（ティライト）や氷河擦痕、氷稿粘土などの多くの痕跡によって確認されている[17]。一方で酸素濃度は植物の活動（光合成）により地球史上最高の35%となっていた。当時、リグニンを含む樹木は腐敗分解されず、石炭化していくのみであった。しかしこれ以降、樹木を分解できる菌類（白色腐朽菌）の登場による大量の倒木の分解により、酸素を大量に消費して二酸化炭素を増大させていった[18]という説。
3. 地球内部からのスーパープルームによる激しい火山活動（シベリア・トラップと呼ばれるの形成）などによる気候変動（火山ガス中の水蒸気、二酸化炭素、メタン、硫黄化合物などの大量の温室効果ガス気温の上昇を引き起こした。また、大気中に放出されたメタンと酸素が化学反応を起こし、酸素濃度が著しく低下した。超大陸であるパンゲア大陸の形成が、スーパープルームを引き起こしたとされる）により深海のメタンハイドレートが大量に気化し、さらに温室効果が促進されるという悪循環が発生したせいだという説。
4. 間接的な原因として、当時の陸上生態系が現在よりも不安定だった（肉食動物と植物食動物の比率が危うい）こと[19]。

P-T境界で以降の地球の低酸素環境は決定的となった。高酸素濃度下の古生代（石炭紀後期からペルム紀）に繁栄した単弓類（哺乳類型爬虫類）はP-T境界に多くが死に絶え、この時代を生き延びて三畳紀に繁栄した主竜類の中で、気嚢により低酸素環境への適応度を先に身につけていた恐竜が後の時代に繁栄していく基礎となったとされる。なお、単弓類の中で横隔膜を生じて腹式呼吸を身につけたグループは、気嚢のグループには及ばないものの低酸素時代の危機を細々と乗り越え、哺乳類の先祖となった。
なお、ペルム紀は前期と中期の終わりにも、何らかの原因で環境激変が起き、それぞれ中小規模の大量絶滅が起きていたようである。前期末はオルソン絶滅事変（en:Olson's Extinction）、中期末はキャピタニアン絶滅事変（en:Capitanian mass extinction event）と呼称される。ペルム紀にこれらの大量絶滅が相次いだことで羊膜類（爬虫類と単弓類）及び両生類といった四肢動物も又、その多くが絶滅していった。一方で、大量絶滅と生き残ったものによる適応放散が比較的短期間に繰り返されたことで、より派生的な形質への進化が多くの生物において促されることになった。哺乳類及び主竜類（ワニ、鳥類を含む恐竜）の直系の祖先も、この時代に出現している。

## 三畳紀末
中生代の三畳紀末（約1億9960万年前）に大量絶滅が起きアンモナイトの多くの種が絶滅した。また、爬虫類や単弓類も大型動物を中心に多くの系統が絶え、当時はまだ比較的小型だった恐竜が以降、急速に発展していく。すべての生物種の76%が絶滅したと考えられている。
パンゲア大陸を分裂させ大西洋を形成する地殻変動と連動した、中央大西洋マグマ分布域における火山活動が絶滅の原因として有力視されている。
また、絶滅の原因をカナダにあるマニクアガン・クレーターを作り出した隕石の衝突と見る説もある。岐阜県坂祝町にある木曽川の河床と大分県津久見市でこのクレーターが作られた時期である約2億1500万年前の地層から、白金族元素であるオスミウムが通常の20倍から5000倍の濃度で見つかった。白金族元素は地殻にはほとんどないが隕石には豊富に含まれており、隕石の衝突で広範囲にばらまかれたと考えられている。この考え方は、後述する白亜紀末の大量絶滅と共通した考え方である。

## 白亜紀末
三畳紀後期からジュラ紀、そして白亜紀まで繁栄していた恐竜は、現生鳥類につながる種を除いて約6600万年前に突如絶滅した（ただしアラモサウルスなどのごく一部の属は、生き延びていた可能性があることが化石によって示唆されている）。翼竜、首長竜、モササウルス類、アンモナイトが完全に絶滅したのもこの時期である。すべての生物種の70%が絶滅したと考えられている。
その原因については諸説あるが、現在の研究では、直径約10 - 15キロメートルの小惑星が地球に衝突したからとする説（隕石説）が最も有力である。メキシコで発生したとされるこの隕石衝突は、現在存在する核兵器の数十億倍もの威力を有し、衝突地点から1500kmもの範囲を焼き尽くしたとされる。この影響により発生した火山噴火等によって生じた火災と、隕石衝突の衝撃で巻き上げられた塵埃が雨水に溶けて酸性雨となることや、太陽の光を遮ることで光合成遮断の影響で植物が死滅することによる食物連鎖及び生態系の崩壊、全地球規模の気温低下を引き起こし、大量絶滅につながったとされる（隕石の冬）。メキシコ、ユカタン半島で発見されたチクシュルーブ・クレーターがその隕石の落下の跡と考えられている。
白亜紀とそれに続く古第三紀の地層の境界は、全世界的に共通して分布する薄い粘土層によって規定される。この粘土層（K-Pg境界）からは、全世界的に高濃度のイリジウムが検出されている。イリジウムは地表では希少な元素である反面、隕石には多く含まれていることから、K-Pg境界のイリジウムは地球に衝突した隕石によって全世界にばらまかれたと考えられ、これが隕石説の最初の有力な証拠とされた。後に、同じ層からは、衝撃に伴う高圧環境の発生を示す衝撃石英（Shocked Quartz）やダイヤモンド、大規模な火災が発生したことを示すすすも見つかっており、これらの証拠によって、隕石説は検証され補強された（イリジウムに関しては、衝突時の衝撃でめくり上げられた地殻深部由来であると考える説もある）。

### 疑問点
この推論に疑問を呈する意見もあるが、いずれも覆すまでには至っていない。疑問の証拠として、恐竜について言えば、絶滅のはるか以前から種の数（個体数ではない）が急速に減少したとされていて、隕石のみに絶滅原因を求めると理由が説明できないことが挙げられていたが、現在では種の数の急速な減少を示す証拠はない。またチクシュルーブ・クレーターはK-Pg境界線よりもかなり深く（つまり古い時代に）入り込んでおり、隕石が落下した後も恐竜は相当期間にわたって生きていたのではないかという説さえある。
もう1つの疑問として「なぜ鳥類、哺乳類や爬虫類、両生類は絶滅を免れたのか」というものがある。

### その他の説
同じ白亜紀末（6600万年前の隕石衝突からおよそ十万年前）にインド亜大陸に大量の溶岩が噴出した痕跡が残されている（デカントラップ）。この大規模な火山活動が大量絶滅につながったとの説（火山説）もある。（北京大学地質研究科発表）
過去においては、伝染病説や、植物の変化による説、超新星爆発による放射線被曝、磁極の移動による気候変動説、原始的な哺乳類による恐竜の卵乱獲説、集団食中毒説、隕石衝突の数千万年前から発生していた氷河期による地球寒冷化説、地球温暖化説、地球外生命体を要因とする説、恐竜の絶滅への道は隕石衝突以前から始まっていたとされる説、恐竜現存説、恐竜が鳥類へと進化し今に生き延びるといった説などが提示されたが、それらを支持する有力な証拠は見つかっていない。また、こういった説は恐竜などの地上の生物だけでなく、海中の生物にも広範にわたって起きた、この時期の大規模絶滅を説明できていないものが多い。

### 現在
現在は隕石説を中心に大規模火山活動などによる地球の内面的な要因が複合的に重なったとする説が主張されている。
2010年、ピーター・シュルツ博士（ドイツのエアランゲン大学教授）をリーダーとした12ヶ国の地質学、古生物学、地球物理学、惑星科学などの専門家40数人からなるチームは、白亜紀-古第三紀境界堆積物から得られた様々なデータ（層序学、微古生物学、岩石学、地球化学）をもとに、衝突説および火山説についてその妥当性を検討した結果、チクシュルーブ・クレーターを形成した隕石の衝突が白亜紀-古第三紀境界における大量絶滅の主要因であると結論づけた。
なお、約6550万年前の小惑星衝突より、遡ること5000万年前から恐竜はすでに絶滅へ向かっていたという新説が注目されている。英国のレディング大学とブリストル大学の研究者は、「絶滅の決定的な原因は隕石の衝突」としながらも、「衝突が起きなかったとしても恐竜は進化の活力を失っていた」としている。

## 完新世
1998年のアメリカ自然史博物館による調査によると、70%の生物学者は現在、完新世大量絶滅が起こっていると見ている。
例えば、ハーバード大学のE. O. ウィルソンは、人類が引き起こしている生物圏の破壊によって、これから100年間の間に地球上の半分の種が絶滅するのではないかと予想している。また、国際自然保護連合は毎年絶滅に瀕している種を「レッドリスト」として発表しているが、こうした調査の多くは大量絶滅が進行していることを示している。
一部の調査には、種の絶滅はもっとゆっくりで、まだ破局的な状態にまで至るには長い時間がかかると予想しているものもある。